# 2005 NU125
2005 NU125 est un transneptunien de magnitude absolue 6,2. 
Son diamètre est estimé à 347 km, ce qui pourrait le qualifier comme candidat au statut de planète naine.